# Жуковська Олександра Іллівна
Олександра Іллівна Жуковська (2(14) липня 1897, Устилуг, тепер Володимир-Волинського району Волин, обл. — 12 квітня 1979, м. Київ) — оперна співачка (драматичне сопрано). Заслужена артистка УРСР (1932).

## Життєпис
Вокальну освіту здобула на приватних курсах В. Кружиліної в Києві (1914—1918). Викладацьку діяльність розпочала у вокальній студії Л. Давидова в Києві (1918-1920). 1920-1922, 1923-1924, 1928-1929 — солістка Київського, 1922—1923 — Харківського, 1924—1925 — Свердловського (тепер Єкатеринбського), 1925-28 — Азербайджанського, 1929-1948 — Одеського театрів опери та балету.
Партії
- Одарка («Запорожець за Дунаєм» С. Гулака-Артемовського),
- Ярославна («Яблуневий полон» О. Чишка),
- Горислава («Руслан і Людмила» М. Глінки),
- Ярославна («Князь Ігор» О. Бородіна),
- Марія, Ліза («Мазепа», «Винова краля» П. Чайковського),
- Тамара («Демон» Ант. Рубінштейна), Тоска (однойм. опера Дж. Пуччіні),
- Рахиль («Жидівка» Ф. Ґалеві),
- Леонора, Аїда («Трубадур», однойм. опера Дж. Верді),
- Ортруда («Лоенґрін» Р. Вагнера),
- Валентина («Гугеноти» Дж. Мейєрбера).

## Статті
- На сцені Київської опери: [Ф. Орешкевич] // Українські співаки у спогадах сучасників / Автор- упор. І. Лисенко. — К.; Л.; Нью-Йорк, 2003;
- Феноменальний голос: [Ю. Кипоренко-Доманський] // Там само; Воспоминания оперной певицы // Приват архів І. Лисенка.